# Partido (República Dominicana)
Partido es un municipio de la República Dominicana, que está situado en la provincia de Dajabón. Según el censo de 2010, tiene una población de 6951 habitantes.

## Distritos municipales
Está formado por el distrito municipal de:
| Nombre  | Código   |
| ------- | -------- |
| Partido | 04050301 |

## Límites
Municipios limítrofes:
|                                  | Norte: Dajabón, Las Matas de Santa Cruz y Guayubín |                                         |
| Oeste: Dajabón y Loma de Cabrera |                                                    | Este: San Ignacio de Sabaneta y El Pino |
|                                  | Sur: Loma de Cabrera y El Pino                     |                                         |

## Historia
El nombre de Partido se debe a que el pueblo fue fundado en la falda de uno de sus cerros llamado Partidijilla. Sus primeros habitantes fueron la familia Jáquez, en la parte Norte del poblado y la Familia Bueno y Peralta en la parte sur que sería llamado Partido Arriba. Partido Abajo o el Caserío fue fundado por el señor Ramón Jáquez. Fue elevado a la categoría de municipio en el año 1996.